# Johann Georg Eckhardt (Goldschmied)
Johann Georg Eckhardt (auch: Johann Georg Eckart; * 1736 in Hannover; † 17. Dezember 1814 ebenda) war ein deutscher Goldschmied.

## Leben
Der zur Zeit des Kurfürstentums Braunschweig-Lüneburg während der Personalunion zwischen Großbritannien und Hannover geborene Johann Georg Eckhardt wollte sich im Jahr 1766 im Alter von dreißig Jahren in Hannover besetzen, bekam aber zunächst Schwierigkeiten mit dem hannoverschen Amt, weil er  seinen Beruf nicht bei einem ordentlichen Amtsmitglied erlernt hatte. Dennoch leistete er am 13. Oktober 1767 den Bürgereid der Stadt Hannover, war seinerzeit also offenbar Meister geworden.
Etwa ein Jahr nach seiner Niederlassung heiratete Eckhardt am 22. September 1768 die Witwe Anna Eleonor Grote, geborene Sehlkop (um 1734–1805). Das Ehepaar bewohnte spätestens 1772 die Langestraße in der Calenberger Neustadt.
Ab 1803 kann Eckhardt als Amtsvorsteher nachgewiesen werden. Wenig später starb seine Ehefrau 1805 im Alter von 71 Lebensjahren. Er selbst starb nach der sogenannten „Franzosenzeit“ und der Erhebung des vormaligen Kurfürstentums zum Königreich Hannover im Alter von 78 Jahren und 9 Monaten.

## Bekannte Werke (Auswahl)
- 1773 datierte Abendmahls-Kanne für die Neustädter Hof- und Stadtkirche St. Johannis; 1955 nicht mehr auffindbar[1]
- Tischleuchter im Rokoko-Stil, Höhe 21,5 cm, im Besitz des Museums für Kunst und Gewerbe in Hamburg[1]

Andere erhaltene Werke Eckhardts finden sich heute hauptsächlich in Privatbesitz.